# Cuparymyia anametopochaetoides
Cuparymyia anametopochaetoides là một loài ruồi trong họ Tachinidae.